# 克木族
克木族，是東南亞與雲南一個民族，在緬甸、老撾，泰國，越南與西雙版納也有分佈，在中国屬於未识别民族(或歸入布朗族)。

## 名称
克木(Khmu)一词可能来源于克木语中kymhmuʔ 一词。最终来源于原始克木语的*k(-)muʔ “人”。克木(Khmu)与高棉(Khmer)两个词没有任何关系，高棉(Khmer)一词来源于巴利语。

## 地理分佈
老撾北部原住民，一般劃入老聽族，也是老撾最大少數民族，全世界有800000克木人，逾700000人在老撾，45000人在越南，10000人在泰國，數千人在中國西雙版納，8000人在美國。在老撾的生活在瑯勃拉邦與川壙省、豐沙里省、烏多姆賽省、博胶省、琅南塔省(人數遠超當地老族)。在泰國一般生活在老泰邊境的楠府、帕堯府、清萊(在200年前在當地已以伐柚木為業)，他们生活的村庄通常孤立在丘陵上，有时與苗族雜居。他们出現在加州是因为越戰與逃避老撾政府。

## 起源
一般相信他们是老撾原住民。老撾曾屬於高棉帝國。高棉帝國衰落瓦解後，這些人被老龍族從湄公河平原排擠至老撾北部山區。

## 語言
他们的語言克木语属南亞語系。

## 社會
他們是農業社會行刀耕火種(農作物包括水稻，玉米，香蕉，甘蔗和各種蔬菜)，也在河流捕魚、狩獵、森林採集，主要手工藝是編織、陶器和金屬首飾的生產，也以狩獵採集捕魚補充。婦人也負責收割貯藏稻米，克木族的寨老在村庄地位重要，村里的領袖有巫师、藥人、祭師。老撾克木族村庄的寨老也負責負責解決村里的所有糾紛，村長則負責村中司法事務。

## 文化
1. ↑   （英语）.
2. ↑  Smalley, W.A. . LeBar, F.M.; Hickey, Gerald C.; Musgrave, John K.  (编).  1st. New Haven, Connecticut, USA: Human Relations Area Files. June 1964: 112–117  [10 June 2014]. ISBN 0875364012.
3. ↑  . Sealang.net.   [2025-1-2]. （原始内容存档于2025-03-05） （英语）.
4. ↑  *k(-)muʔ   human   (proto Khmuic)   Sid2013:R:204
5. ↑  . Wiktionary. 2025-1-4 （英语）.